# کولق (بشاگرد)
کولق، روستایی در دهستان سردشت بخش مرکزی شهرستان بشاگرد در استان هرمزگان ایران است.

## جمعیت
بر پایه سرشماری عمومی نفوس و مسکن در سال ۱۳۹۵، جمعیت این روستا برابر با ۸۷ نفر (۲۶ خانوار) بوده‌است.